# Kristoffer Munksgaard
Kristoffer Munksgaard (født 1. januar 1990 i København, Danmark) er en dansk tidligere fodboldspiller, som spillede for Næstved Boldklub , HB Køge, Brøndby IF og Lyngby Boldklub og mere til. 

## Karriere

### HB Køge
HB Køge offentliggjorde i november 2014, at offensivspilleren Kristoffer Munksgaard skiftede fra 2. divisionsklubben Næstved Boldklub til HB Køge pr. 1. januar 2015, hvor han skrev under på en kontrakt gældende frem til sommeren 2017. Han spillede 28 kampe og scorede et mål i sit ene år i klubben.

### Næstved Boldklub (2016-)
Den 11. januar blev det offentliggjort, at Kristoffer Munksgaard skiftede fra HB Køge til Næstved Boldklub, efter et år tidligere at være skiftet den anden vej. Han skrev under på en treårig aftale med Næstved Boldklub.